# Niviaq Korneliussen
Niviaq Korneliussen, född 27 januari 1990 i Nanortalik, är en grönländsk författare, som skriver på grönländska och danska. Hon debuterade 2014 med romanen Homo sapienne som gavs ut på både grönländska och danska, och som nominerades till Nordiska rådets litteraturpris året därpå. Romanen handlar om fem unga vuxna i Nuuk, och uppmärksammades såväl för sitt språk och sin moderna berättarteknik, som för att den behandlar HBTQ-personer i det grönländska samhället. Den används nu i undervisningen på många skolor i Grönland. 
Hon växte upp i Nanortalik och har studerat samhällsvetenskap på Grönlands universitet i Nuuk och därefter psykologi på Århus universitet.
År 2018 spelades hennes teaterpjäs Den grønlandske mand på Svalegangen i Århus i regi av Hanne Trap Friis.
Niviaq Korneliussens gav ut sin andra bok, Blomsterdalen, 2020. Den tilldelades Nordiska rådets litteraturpris 2021. Den svenska översättningen, gjord av Johanne Lykke Naderehvandi, nominerades till både årets översättning och årets nordiska verk av litteraturpriset Prisma.